# Andranik Teymourian
Andranik Teymourian (Även stavat Andranik Teimourian), född 6 mars 1983 i Teheran, Iran, är en armenisk-iransk fotbollsspelare som spelar för Naft Tehran och Irans fotbollslandslag.

## Klubbkarriär
Mellan 2002 och 2004 spelade Teymourian för Oghab FC i Irans Azadegan League. Mellan 2004 och 2006 fortsatte han sin karriär i Abo Moslem. I augusti 2006 skrev Teymourian på ett kontrakt med Bolton Wanderers. Han gjorde sitt första mål i FA-cupens tredje omgång som blev en 4-0-vinst över Doncaster Rovers. Han blev därefter utsedd till veckans FA-Cupspelare i England.

## Landslagskarriär
Andranik Teymourian internationella karriär började när han var 23 då han spelade för Irans ungdomslandslag men sedan blev upptagen till A-laget efter några matcher. Han var även med i VM 2006.